# Associazione Sportiva Jesi Calcio 1989-1990
Questa pagina raccoglie le informazioni riguardanti l'Associazione Sportiva Jesi Calcio nelle competizioni ufficiali della stagione 1989-1990.

## Rosa
| N. |                   | Ruolo | Calciatore                |
| -- | ----------------- | ----- | ------------------------- |
|    | Italia (bandiera) | C     | Emiliano Venturini Arcone |
|    | Italia (bandiera) | C     | Giuliano Belluzzi         |
|    | Italia (bandiera) | C     | Luigi Bizzotto            |
|    | Italia (bandiera) | P     | Massimo Ciafaroni         |
|    | Italia (bandiera) | C     | Ugo Coltorti              |
|    | Italia (bandiera) | C     | Pino D'Angelo             |
|    | Italia (bandiera) | P     | Fabrizio Deogratias (I)   |
|    | Italia (bandiera) | C     | Davide Di Leo             |
|    | Italia (bandiera) | C     | Maurizio Fazi             |
|    | Italia (bandiera) | C     | Maurizio Galli            |
|    | Italia (bandiera) | C     | Antonio Germano           |

| N. |                   | Ruolo | Calciatore           |
| -- | ----------------- | ----- | -------------------- |
|    | Italia (bandiera) | D     | David Guidi          |
|    | Italia (bandiera) | C     | Marco Marchi         |
|    | Italia (bandiera) | D     | Corrado Micheloni    |
|    | Italia (bandiera) | D     | Sergio Paolinelli    |
|    | Italia (bandiera) | A     | Antonio Rebesco      |
|    | Italia (bandiera) | A     | Pietro Recchi        |
|    | Italia (bandiera) | D     | Giuseppe Secchi      |
|    | Italia (bandiera) | A     | Maurizio Strippoli   |
|    | Italia (bandiera) | D     | Vincenzo Tagliente   |
|    | Italia (bandiera) | D     | Stefano Tarabelli    |
|    | Italia (bandiera) | D     | Pierantonio Tortelli |